# Barrage de la Rive
Le barrage de la Rive est un barrage de type poids arqué en maçonnerie construit sur le cours d'eau Le Ban, au pied du village de La Valla-en-Gier, dans le département de la Loire, en France.
La route départementale 2 joignant Saint-Chamond au Bessat passe sur le couronnement du barrage.
Avant de franchir le mur depuis la ville, une route en cul-de-sac dessert le hameau de Laval. Elle domine directement le lac en offrant de beaux points de vue. Après l'ouvrage se trouvent un restaurant, et la bifurcation de Doizieux-La Terrasse-sur-Dorlay, qui longe le Gier permet d'atteindre le barrage du Piney.
Un siècle après la construction du barrage de la Rive est réalisé en aval, vers Saint-Chamond, le barrage de Soulage.

## Galerie

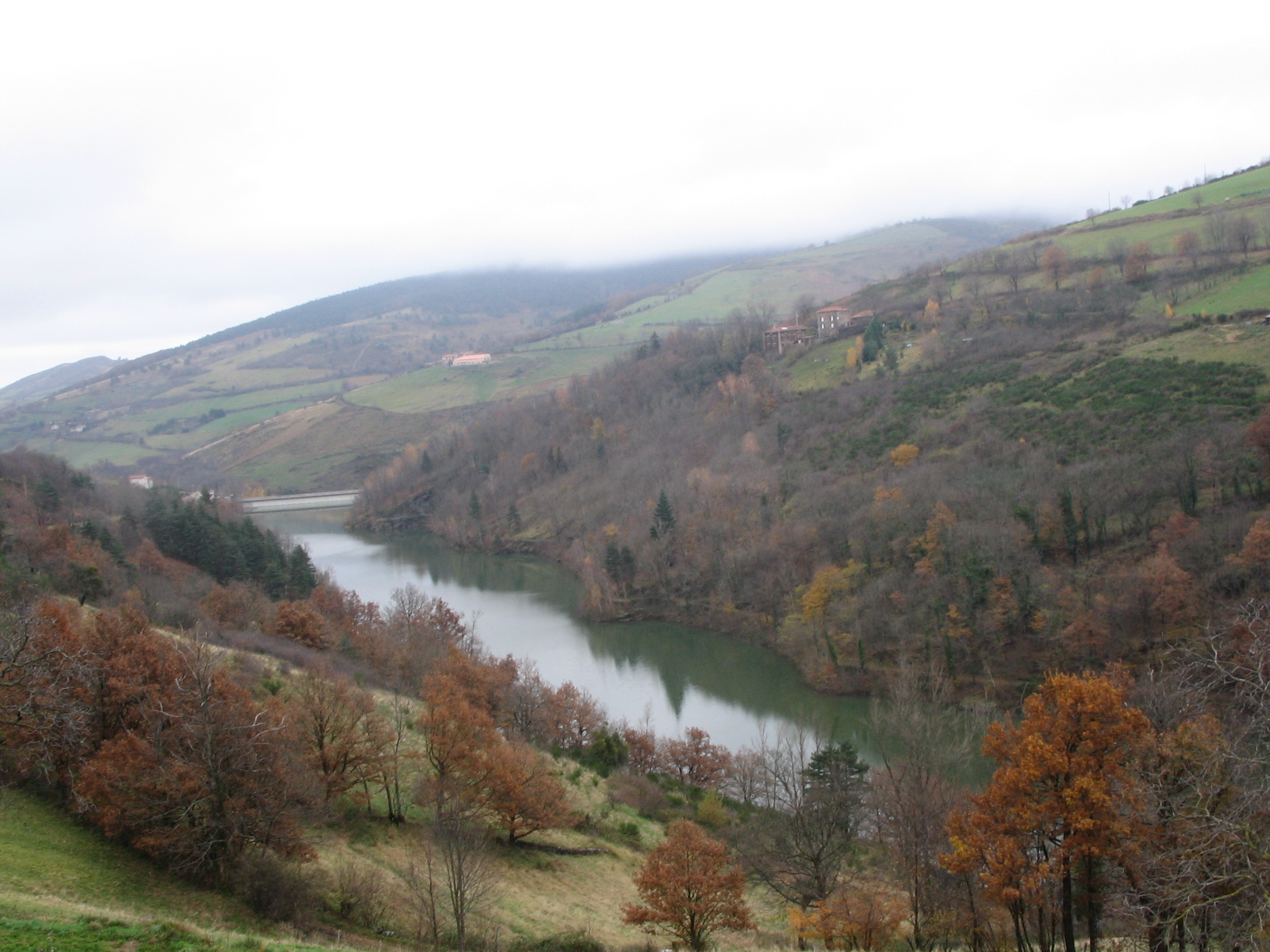
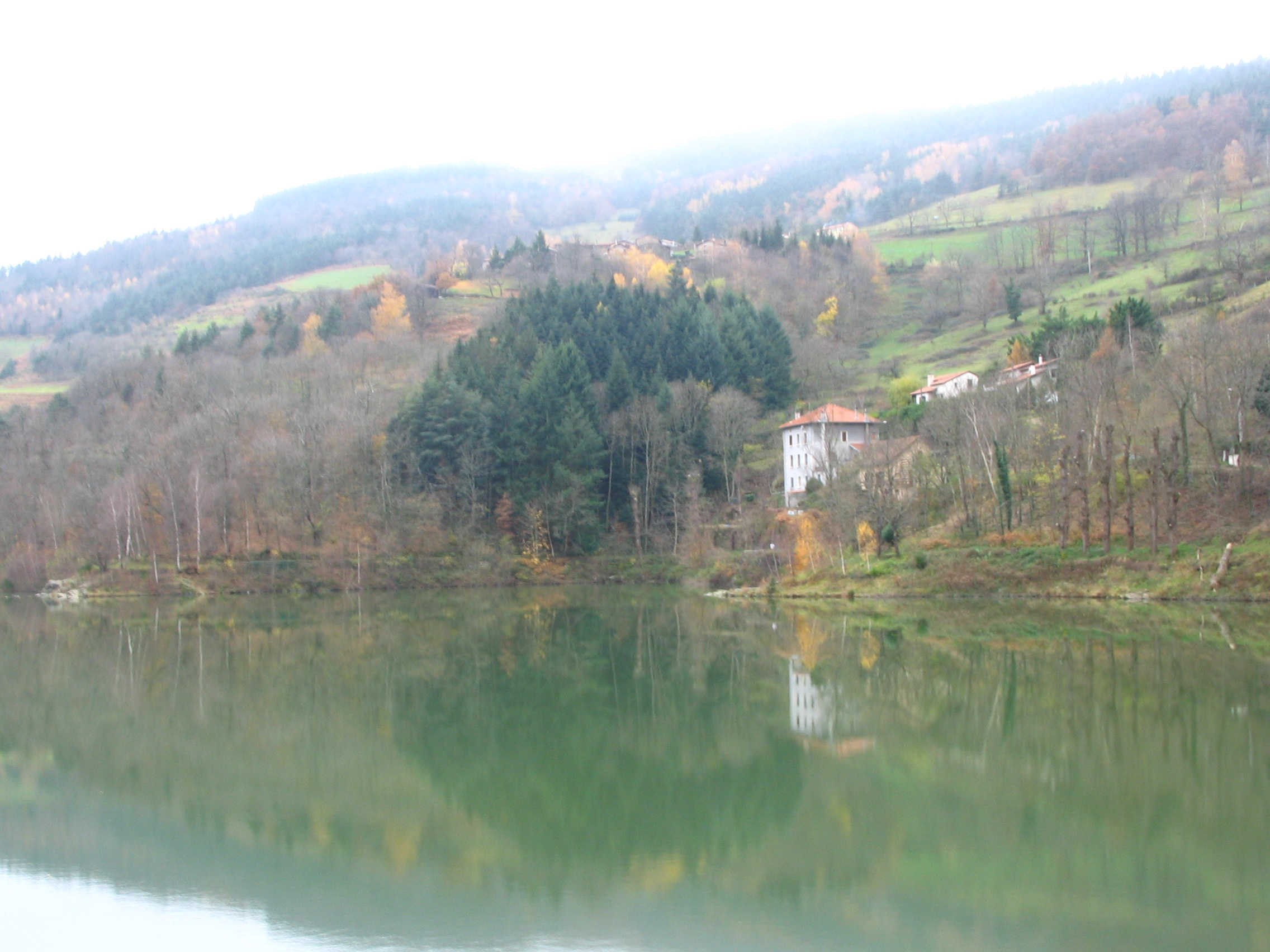